# Ned Kelly Award
Die Ned Kelly Awards, auch als „Neddies“ bekannt, sind jährlich zu vergebende australische Literaturpreise, die von der Crime Writers Association of Australia (CWAA) ins Leben gerufen wurden. Ausgezeichnet werden im Vorjahr erschienene Romane australischer oder in Australien lebender Kriminalschriftsteller sowie Werke des so genannten True-Crime-Genres, bei denen sich Autoren wahre Verbrechen als Ausgangspunkt einer größtenteils fiktiven Handlung annehmen (so etwa Truman Capotes Kaltblütig). Benannt ist der Preis nach Edward „Ned“ Kelly (1855–1880), einem australischen Straßenräuber, der in seiner Heimat als Volksheld gilt.

## Kategorien
Die Ned Kelly Awards wurden erstmals am 25. Februar 1996 im Beisein des US-amerikanischen Kriminalschriftstellers James Ellroy im Berkelouw Bookshop (Australiens größter und ältester Buchhändler) in Paddington, bei Sydney, verliehen. Seitdem findet die Preisverleihung an wechselnden Veranstaltungsorten statt. Seit 1996 werden der beste Roman und beste Erstlingsroman prämiert. 2000 wurde die Kategorie Best True Crime eingeführt, die für Werke der Sachliteratur reserviert ist. Im selben Jahr wurde einmalig eine Auszeichnung für das beste Kinder- und Jugendbuch verliehen. Einen Preis für die beste Kurzgeschichte verleiht die CWAA seit 2009.
Neben den regulären Kategorien wird außerdem unregelmäßig der Lifetime Achievement Award für den Beitrag oder das Lebenswerk einer Person (meist etablierte Autoren) zum Krimi-Genre vergeben.
| Kategorie                     | Originalbezeichnung            | Verleihungszeitraum |
| ----------------------------- | ------------------------------ | ------------------- |
| Bester Roman                  | Best Novel                     | seit 1996           |
| Bester Erstlingsroman         | Best First Novel               | seit 1996           |
| Bestes Sachbuch               | Best True Crime                | seit 2000           |
| Beste Kurzgeschichte          | S. D. Harvey Short Story Award | seit 2009           |
| Bestes Kinder- und Jugendbuch | Best Teenage/Young Adult       | 2000                |

### Spezialpreise
| Kategorie      | Originalbezeichnung(en)                            | Verleihungszeitraum        |
| -------------- | -------------------------------------------------- | -------------------------- |
| Ehrenpreis     | Lifetime Achievement Award / Lifetime Contribution | 1996–1997, 1999, seit 2001 |
| Publikumspreis | Readers Vote                                       | 2001–2002                  |